# Фінал Кубка Іспанії з футболу 1960
Фінал Кубка Іспанії з футболу 1960 — футбольний матч, що відбувся 26 червня 1960 року. У ньому визначився 58-й переможець кубка Іспанії.

## Шлях до фіналу
| Атлетіко | Атлетіко  | Атлетіко                 | Раунд       | Реал               | Реал      | Реал                     |
| -------- | --------- | ------------------------ | ----------- | ------------------ | --------- | ------------------------ |
| Суперник | Результат | Матчі                    |             | Суперник           | Результат | Матчі                    |
| Сабадель | 5–0       | 1–0 на виїзді; 4–0 вдома | 1/16 фіналу | Баракальдо         | 4–1       | 3–0 вдома; 1–1 на виїзді |
| Кордова  | 8–3       | 3–1 на виїзді; 5–2 вдома | 1/8 фіналу  | Культураль Леонеса | 9–0       | 5–0 вдома; 4–0 на виїзді |
| Валенсія | 5–1       | 1–0 на виїзді; 4–1 вдома | 1/4 фіналу  | Реал Хіхон         | 13–1      | 8–0 вдома; 5–1 на виїзді |
| Ельче    | 9–2       | 8–0 вдома; 1–2 на виїзді | 1/2 фіналу  | Атлетік (Більбао)  | 8–4       | 0–3 на виїзді; 8–1 вдома |

## Подробиці
| 26 червня 1960 |

| Атлетіко (Мадрид)              | 3:1      | Реал Мадрид |
| ------------------------------ | -------- | ----------- |
| Кольяр 51' Хонес 76' Пейро 86' | Протокол | Пушкаш 20'  |

| Сантьяго Бернабеу, Мадрид Глядачів: 100 000 Арбітр: Феліш Бірігай |

|  |  |

| В               |  | Едгардо Мадінабейтія |
| З               |  | Альваріто            |
| З               |  | Альберто Кальєхо     |
| З               |  | Фелісьяно Рівілья    |
| ПЗ              |  | Чузо                 |
| ПЗ              |  | Раміро               |
| Н               |  | Енріке Кольяр (к)    |
| Н               |  | Хоакін Пейро         |
| Н               |  | Мігель Хонес         |
| Н               |  | Аделардо Родрігес    |
| Н               |  | Поло                 |
| Тренер:         |  |                      |
| Хосе Вільялонга |  |                      |

| В              |  | Рохеліо Домінгес       |
| З              |  | Міше                   |
| З              |  | Хосе Сантамарія        |
| З              |  | Панталеон              |
| ПЗ             |  | Хосе Марія Саррага (к) |
| ПЗ             |  | Хосе Марія Відаль      |
| Н              |  | Франсіско Хенто        |
| Н              |  | Ференц Пушкаш          |
| Н              |  | Альфредо Ді Стефано    |
| Н              |  | Луїс дель Соль         |
| Н              |  | Хесус Еррера Алонсо    |
| Тренер:        |  |                        |
| Мігель Муньйос |  |                        |